# 1972
Il 1972 (MCMLXXII in numeri romani) è un anno bisestile del XX secolo.

## Eventi
- Dal 2 al 10 agosto si svolgono a Heidelberg, in Germania, i IV Giochi paralimpici estivi.
- Bill Gates e Paul Allen fondano la Traf-O-Data, azienda che dopo poco si sarebbe trasformata nella Microsoft.

### Gennaio
- 1º gennaio: Kurt Waldheim diventa segretario generale dell'ONU.
- 5 gennaio – URSS: lo scrittore Vladimir Konstantinovič Bukovskij viene condannato a sette anni di carcere duro e cinque di confino per "attività antisovietiche".
- 9 gennaio – Hong Kong: la nave Queen Elizabeth viene distrutta da un rogo mentre si trovava in porto per essere trasformata in un'università galleggiante.
- 10 gennaio – Sheikh Mujibur Rahman torna in Bangladesh dal Pakistan.
- 13 gennaio – Ghana: militari al potere dopo il colpo di Stato.
- 14 gennaio – Danimarca: muore Federico IX, gli succede la figlia Margherita.
- 22 gennaio
  - Manila: distrutto da un incendio l'aeroporto della città, otto morti e 19 feriti.
  - Bruxelles: firma dei trattati di adesione dei nuovi membri della CEE (Danimarca, Irlanda, Norvegia e Regno Unito)
- 25 gennaio – Guam: un ex sergente dell'esercito giapponese, Shōichi Yokoi, viene ritrovato in una foresta dove si era rifugiato per sfuggire agli statunitensi nel 1944, durante la seconda guerra mondiale.
- 25 gennaio: terremoto di Ancona del 1972
- 26 gennaio – Srbská Kamenice, Cecoslovacchia: attentato terroristico di nazionalisti croati su aereo JAT Flight 367. Muoiono 27 delle 28 persone a bordo.
- 28 gennaio: Sandro Munari e Mario Mannucci vincono il Rally di Monte Carlo su una Lancia Fulvia Coupé HF.
- 30 gennaio – Irlanda del Nord: a Derry i paracadutisti britannici aprono il fuoco sui manifestanti cattolici che protestano contro la reclusione preventiva senza termini temporali per il processo. È il Bloody Sunday, le vittime sono 13.

### Febbraio
- 3 febbraio – Sapporo: inaugurazione degli XI Giochi olimpici invernali. I Giochi si chiudono il 13 febbraio.
- 15 febbraio – Libia: Muʿammar Gheddafi fa smantellare il cimitero cristiano di Tripoli che accoglie le salme dei caduti italiani. Ventimila salme, tra cui quella di Italo Balbo, verranno traslate nel Sacrario d'Oltremare di Bari.
- 21-28 febbraio: il presidente degli Stati Uniti d'America Richard Nixon si reca in visita ufficiale in Cina. L'incontro vale al paese asiatico il riconoscimento ufficiale di grande potenza e rappresenta il preludio al ristabilimento delle relazioni diplomatiche tra Cina e Stati Uniti (1979).
- 23 febbraio – Roma: si apre il processo per la strage di piazza Fontana, nel quale sono imputati Pietro Valpreda e Mario Merlino. Dopo pochi giorni il processo viene spostato a Milano per incompetenza territoriale.
- 26 febbraio – Sanremo: Nicola Di Bari vince la 22ª edizione del Festival di Sanremo con la canzone I giorni dell'arcobaleno.

### Marzo
- 3 marzo: Capo Kennedy: lanciata la sonda Pioneer 10 che esplorerà Giove.
- 4 marzo: Roma: il pugile argentino Carlos Monzón vince il titolo mondiale dei pesi medi battendo per K.O. Denny Moyer.
- 13 marzo – Milano: si apre il XIII congresso del PCI, nel corso del quale Enrico Berlinguer sarà eletto segretario del partito.
- 14 marzo - New York: Il padrino viene proiettato in anteprima mondiale al Loew's State Theatre.
- 15 marzo - Emirati Arabi Uniti: a Sharja un "Caravelle" danese si schianta contro un monte causando 112 vittime.
- 18 marzo - Sanremo: Eddy Merckx vince la sua quinta corsa ciclistica Milano-Sanremo.
- 19 marzo: Gustav Thöni vince la Coppa del Mondo di sci alpino per la seconda volta consecutiva.
- 25 marzo: il Lussemburgo vince l'Eurovision Song Contest, ospitato a Edimburgo, Regno Unito.

### Aprile
- 10 aprile - Viene firmata da USA, URSS e Regno Unito la convenzione che proibisce la produzione, lo sviluppo e lo stoccaggio di armi biologiche.
- 11 aprile – Los Angeles: Vittorio De Sica vince il suo quarto Oscar con il film Il giardino dei Finzi Contini, tratto dal romanzo di Giorgio Bassani.
- 16 aprile – Cape Kennedy: lancio della navetta spaziale Apollo 16 con a bordo tre astronauti: John Young, Thomas Mattingly e Charly Duke.
- 25 aprile – Barcellona: l'attore statunitense George Sanders si suicida ingerendo barbiturici. È stato vincitore di un Premio Oscar come attore non protagonista nel film Eva contro Eva.
- 27 aprile: Dopo l'esplorazione lunare, Apollo 16 ammara nell'Oceano Pacifico.
- 28 aprile – Lexington: il leggendario purosangue Ribot muore all'età di vent'anni, nella sua carriera aveva partecipato a 16 corse vincendole tutte.

### Maggio
- 7 maggio – elezioni politiche in Italia: per la prima volta dal dopoguerra si vota con elezioni anticipate. DC 38,7%; PCI 27,1%; PSI 9,6%; MSI 8,7%; PSDI 5,1%; PLI 3,9%; grande dispersione di voti a sinistra: PSIUP, Manifesto (che ha candidato Pietro Valpreda) e MPL (Movimento Politico dei Lavoratori) non ottengono alcun seggio.
- 15 maggio – Alabama: il governatore dello stato dell'Alabama George Wallace viene gravemente ferito a colpi d'arma da fuoco. L'attentatore è Arthur H. Bremer. Wallace resterà paralizzato alle gambe.
- 17 maggio – Milano: viene assassinato il commissario Luigi Calabresi. Nel 1988 verranno arrestati i presunti mandanti. Il processo si concluderà con la condanna a 22 anni di carcere per Adriano Sofri, Ovidio Bompressi e Giorgio Pietrostefani.
- 19 maggio – Cannes: al Festival del cinema di Cannes vincono ex aequo due film italiani: La classe operaia va in paradiso di Elio Petri e Il caso Mattei di Francesco Rosi, entrambi interpretati dall'attore italiano Gian Maria Volonté.
- 23 maggio - Ceylon si trasforma nella Repubblica socialista indipendente dello Sri Lanka, pur confermando la sua appartenenza al Commonwealth.
- 24 maggio - viene presentata alla stampa la Magnavox Odyssey la prima console per videogiochi al mondo. Inizia l'era dei videogiochi come fenomeno culturale e commerciale di massa.
- 26 maggio – Mosca: il presidente statunitense Richard Nixon e il segretario generale del Partito Comunista dell'Unione Sovietica Leonid Il'ič Brežnev firmano il SALT I (Strategic Arms Limitation Talks - Negoziato per la limitazione delle armi strategiche). Il negoziato, durato tre anni, si conclude con due accordi: il primo sui missili antimissile; il secondo fissa il numero di vettori consentiti a quelli già esistenti
- 30 maggio  - All'aeroporto internazionale di Tel Aviv, 26 persone restano uccise in un attentato terroristico, compiuto dal gruppo estremista "Armata rossa giapponese".
- 31 maggio – Gorizia: l'esplosione di autobomba a Peteano uccide tre carabinieri. Per l'attentato saranno condannati i militanti di Ordine Nuovo Vincenzo Vinciguerra, Ivano Boccaccio e Carlo Cicuttini.

### Giugno
- 10 giugno – Genova: il pugile Bruno Arcari si riconferma campione mondiale dei pesi welter junior battendo alla 12ª ripresa il brasiliano João Henrique.
- 15 giugno - Langenhagen: Viene catturata dalla polizia tedesco occidentale Ulrike Meinhof. Con il suo arresto che segue quelli di Andreas Baader e Horst Mahler e di Gudrun Ensslin, avvenuti nelle due settimane precedenti, viene momentaneamente decapitato il gruppo terroristico Rote Armee Fraktion.
- 17 giugno – Milano: l'atleta Pietro Mennea è primatista europeo dei 100 metri piani.
- 18 giugno
  - Stati Uniti: a campagna elettorale per le presidenziali già in corso, viene sventato un tentativo di spionaggio politico ai danni del Partito democratico. Cinque ignoti stavano piazzando microfoni-spia nella sede del Comitato nazionale del partito, all'Hotel Watergate di Washington. È l'inizio del più grosso scandalo che colpisce la Casa Bianca e che porterà, due anni dopo, alle dimissioni del Presidente in carica, il repubblicano Richard Nixon.
  - Londra: un aereo della linea "Trident" precipita subito dopo il decollo causando il decesso di tutti i passeggeri e dell'equipaggio: 118 i morti.
  - Bruxelles: la Germania Ovest è campione d'Europa, sconfiggendo per 2-1 l'Unione Sovietica nella finale del campionato d'Europa 1972.
- 30 giugno – prima applicazione del minuto di 61 secondi

### Luglio
- 4 luglio – Berlino Ovest: Pier Paolo Pasolini vince l'Orso d'oro con il film I racconti di Canterbury.
- 8 luglio
  - Italia: il Consiglio nazionale del Partito Democratico Italiano di Unità Monarchica decide lo scioglimento del partito e la confluenza nel MSI.
  - Beirut: in un attentato perde la vita lo scrittore palestinese, portavoce del Fronte Popolare per la Liberazione della Palestina, Ghassan Kanafani.
- 12 luglio – Briga: a causa della rottura di un cavo, la cabina della funivia che da Morel porta a Bettmeralp si schianta a circa 100 km orari sulla stazione di partenza: 12 i morti e 2 i superstiti.
- 21 luglio - Belfast: Nel contesto dei Troubles vengono fatte saltare nell’arco di 80 minuti in diverse zone della città 22 bombe provocando la morte di 9 persone e numerosi feriti. Si consuma così quello che passerà alla storia come il Bloody Friday.
- 23 luglio – Parigi: Eddy Merckx vince il suo quarto Tour de France.

### Agosto
- 4 agosto - appartenenti all'organizzazione terroristica palestinese Settembre Nero compiono l'attentato all'oleodotto della SIOT di Trieste, facendo esplodere quattro cisterne di stoccaggio, che causarono un disastro ambientale[1]
- 6 agosto – Gap: il ciclista italiano Marino Basso è campione mondiale di ciclismo su strada.
- 10 agosto – USA e Canada: un meteorite della potenza di 0,1 megaton sfreccia nei cieli, rimbalzando sull'alta atmosfera
- 14 agosto – Germania Est: avviene l'incidente dell'Ilyushin Il-62 della Interflug, nel quale un charter diretto in Bulgaria precipita subito dopo il decollo dall'aeroporto di Berlino-Schönefeld, morti i 148 passeggeri e le 8 persone dell'equipaggio.
- 16 agosto – Riace (RC): Stefano Mariottini, giovane sub romano, ritrova casualmente nelle acque di Riace due statue in bronzo del V secolo a.C. ottimamente conservate. Diventeranno famose in tutto il mondo come i Bronzi di Riace.
- 26 agosto – Monaco di Baviera: si aprono con una fastosa cerimonia i ventesimi Giochi olimpici.

### Settembre
- 1º settembre – Reykjavík: lo scacchista statunitense Bobby Fischer batte il sovietico Boris Spasskij e vince il titolo di campione del mondo di scacchi.
- 3 settembre – Germania Ovest: la fiorettista italiana Antonella Ragno-Lonzi vince la medaglia d'oro alle Olimpiadi di Monaco di Baviera.
- 4 settembre – Germania Ovest: il nuotatore statunitense Mark Spitz vince la sua settima medaglia d'oro alle Olimpiadi di Monaco di Baviera. Nessuno prima di lui, aveva saputo fare meglio. Il suo record di sette ori in un'unica edizione dei Giochi resterà imbattuto per 36 anni.
- 5 settembre – Monaco di Baviera, Germania Ovest: un commando di terroristi palestinesi irrompe nel villaggio olimpico, uccide due componenti della squadra olimpica israeliana e ne prende in ostaggio altri nove. Il tentativo di liberazione da parte delle forze dell'ordine finisce in un bagno di sangue. L'episodio diventa tristemente noto come il massacro di Monaco.
- 21 settembre - La Maddalena: viene concessa agli Stati Uniti l'isola sarda di Santo Stefano quale base di appoggio per sommergibili nucleari.

### Ottobre
- 2 ottobre – Danimarca: grande successo ottenuto dal referendum popolare che dice si all'entrata del paese nel MEC.
- 10 ottobre – Italia: la Fiat 500 F cessa di essere prodotta: ne sono stati venduti più di due milioni e mezzo di esemplari. La FIAT presenta la nuova 500 R (rinnovata) e una nuova utilitaria, la 126.
- 13 ottobre – Disastro aereo delle Ande
- 14 ottobre – Mosca: un aereo Ilyushin Il-62 precipita in fase di atterraggio causando 176 vittime.
- 25 ottobre – Città del Messico: il ciclista Eddy Merckx batte il record mondiale dell'ora percorrendo 49,432 km.

### Novembre
- 7 novembre – New York: Richard Nixon viene rieletto a presidente degli Stati Uniti d'America con il 65% dei voti.
- 17 novembre – Buenos Aires: Juan Domingo Perón fa il suo rientro in Argentina dopo 17 anni d'esilio in Spagna.
- 20 novembre – Londra: la regina Elisabetta II e Filippo di Edimburgo con un grande ricevimento, festeggiano il loro 25º anniversario di nozze.
- 28 novembre – Parigi: ghigliottinate due persone accusate di omicidio; l'ultima esecuzione capitale della Francia era stata eseguita nel 1969.
- 29 novembre – Roma: la famosa cantante lirica e attrice Anna Moffo viene clamorosamente fischiata al Teatro dell'Opera durante la rappresentazione della Lucia di Lammermoor. La cantante si era presentata in scena seminuda e inoltre accusata di non avere una voce all'altezza della parte.
- 30 novembre – Roma: esplode un negozio di armi usato occasionalmente come deposito di fuochi d'artificio, il crollo del palazzo causa 17 morti e 70 feriti.

### Dicembre
- 3 dicembre
  - Roma: viene arrestato il boss mafioso Tommaso Buscetta. Estradato dal Brasile, dovrà scontare 14 anni di carcere.
  - Canarie: un aereo delle linee spagnole con a bordo 155 turisti tedeschi precipita, causando la morte di tutti i passeggeri.
- 7 dicembre – Manila: Imelda Marcos viene ferita a colpi di coltello. La moglie del presidente delle Filippine viene dichiarata fuori pericolo.
- 14 dicembre – Bonn: Willy Brandt, socialdemocratico, viene eletto cancelliere.
- 19 dicembre – l'Apollo 17 ammara nell'oceano riportando a casa Eugene Cernan, Ronald Evans e Harrison Schmitt. È la conclusione dell'ultima (finora) esplorazione umana della Luna.
- 21 dicembre – Germania Ovest e Germania Est si riconoscono vicendevolmente.
- 23 dicembre – Managua: un terremoto di eccezionale violenza causa più di 10.000 morti tra la popolazione e distrugge il 75% delle abitazioni.

## Nati
Ci sono circa 4 240 voci su persone nate nel 1972; vedi la pagina Nati nel 1972 per un elenco descrittivo o la categoria Nati nel 1972 per un indice alfabetico.

## Morti
Ci sono circa 1 100 voci su persone morte nel 1972; vedi la pagina Morti nel 1972 per un elenco descrittivo o la categoria Morti nel 1972 per un indice alfabetico.

## Calendario
| Calendario 1972 | Calendario 1972 | Calendario 1972 | Calendario 1972 | Calendario 1972 | Calendario 1972 | Calendario 1972 | Calendario 1972 | Calendario 1972 | Calendario 1972 | Calendario 1972 | Calendario 1972 | Calendario 1972 | Calendario 1972 | Calendario 1972 | Calendario 1972 | Calendario 1972 | Calendario 1972 | Calendario 1972 | Calendario 1972 | Calendario 1972 | Calendario 1972 | Calendario 1972 | Calendario 1972 | Calendario 1972 | Calendario 1972 | Calendario 1972 | Calendario 1972 | Calendario 1972 | Calendario 1972 | Calendario 1972 | Calendario 1972 | Calendario 1972 |
| --------------- | --------------- | --------------- | --------------- | --------------- | --------------- | --------------- | --------------- | --------------- | --------------- | --------------- | --------------- | --------------- | --------------- | --------------- | --------------- | --------------- | --------------- | --------------- | --------------- | --------------- | --------------- | --------------- | --------------- | --------------- | --------------- | --------------- | --------------- | --------------- | --------------- | --------------- | --------------- | --------------- |
|                 | 1               | 2               | 3               | 4               | 5               | 6               | 7               | 8               | 9               | 10              | 11              | 12              | 13              | 14              | 15              | 16              | 17              | 18              | 19              | 20              | 21              | 22              | 23              | 24              | 25              | 26              | 27              | 28              | 29              | 30              | 31              |                 |
| Gennaio         | Sa              | Do              | Lu              | Ma              | Me              | Gi              | Ve              | Sa              | Do              | Lu              | Ma              | Me              | Gi              | Ve              | Sa              | Do              | Lu              | Ma              | Me              | Gi              | Ve              | Sa              | Do              | Lu              | Ma              | Me              | Gi              | Ve              | Sa              | Do              | Lu              |                 |
| Febbraio        | Ma              | Me              | Gi              | Ve              | Sa              | Do              | Lu              | Ma              | Me              | Gi              | Ve              | Sa              | Do              | Lu              | Ma              | Me              | Gi              | Ve              | Sa              | Do              | Lu              | Ma              | Me              | Gi              | Ve              | Sa              | Do              | Lu              | Ma              |                 |                 |                 |
| Marzo           | Me              | Gi              | Ve              | Sa              | Do              | Lu              | Ma              | Me              | Gi              | Ve              | Sa              | Do              | Lu              | Ma              | Me              | Gi              | Ve              | Sa              | Do              | Lu              | Ma              | Me              | Gi              | Ve              | Sa              | Do              | Lu              | Ma              | Me              | Gi              | Ve              |                 |
| Aprile          | Sa              | Do              | Lu              | Ma              | Me              | Gi              | Ve              | Sa              | Do              | Lu              | Ma              | Me              | Gi              | Ve              | Sa              | Do              | Lu              | Ma              | Me              | Gi              | Ve              | Sa              | Do              | Lu              | Ma              | Me              | Gi              | Ve              | Sa              | Do              |                 |                 |
| Maggio          | Lu              | Ma              | Me              | Gi              | Ve              | Sa              | Do              | Lu              | Ma              | Me              | Gi              | Ve              | Sa              | Do              | Lu              | Ma              | Me              | Gi              | Ve              | Sa              | Do              | Lu              | Ma              | Me              | Gi              | Ve              | Sa              | Do              | Lu              | Ma              | Me              |                 |
| Giugno          | Gi              | Ve              | Sa              | Do              | Lu              | Ma              | Me              | Gi              | Ve              | Sa              | Do              | Lu              | Ma              | Me              | Gi              | Ve              | Sa              | Do              | Lu              | Ma              | Me              | Gi              | Ve              | Sa              | Do              | Lu              | Ma              | Me              | Gi              | Ve              |                 |                 |
| Luglio          | Sa              | Do              | Lu              | Ma              | Me              | Gi              | Ve              | Sa              | Do              | Lu              | Ma              | Me              | Gi              | Ve              | Sa              | Do              | Lu              | Ma              | Me              | Gi              | Ve              | Sa              | Do              | Lu              | Ma              | Me              | Gi              | Ve              | Sa              | Do              | Lu              |                 |
| Agosto          | Ma              | Me              | Gi              | Ve              | Sa              | Do              | Lu              | Ma              | Me              | Gi              | Ve              | Sa              | Do              | Lu              | Ma              | Me              | Gi              | Ve              | Sa              | Do              | Lu              | Ma              | Me              | Gi              | Ve              | Sa              | Do              | Lu              | Ma              | Me              | Gi              |                 |
| Settembre       | Ve              | Sa              | Do              | Lu              | Ma              | Me              | Gi              | Ve              | Sa              | Do              | Lu              | Ma              | Me              | Gi              | Ve              | Sa              | Do              | Lu              | Ma              | Me              | Gi              | Ve              | Sa              | Do              | Lu              | Ma              | Me              | Gi              | Ve              | Sa              |                 |                 |
| Ottobre         | Do              | Lu              | Ma              | Me              | Gi              | Ve              | Sa              | Do              | Lu              | Ma              | Me              | Gi              | Ve              | Sa              | Do              | Lu              | Ma              | Me              | Gi              | Ve              | Sa              | Do              | Lu              | Ma              | Me              | Gi              | Ve              | Sa              | Do              | Lu              | Ma              |                 |
| Novembre        | Me              | Gi              | Ve              | Sa              | Do              | Lu              | Ma              | Me              | Gi              | Ve              | Sa              | Do              | Lu              | Ma              | Me              | Gi              | Ve              | Sa              | Do              | Lu              | Ma              | Me              | Gi              | Ve              | Sa              | Do              | Lu              | Ma              | Me              | Gi              |                 |                 |
| Dicembre        | Ve              | Sa              | Do              | Lu              | Ma              | Me              | Gi              | Ve              | Sa              | Do              | Lu              | Ma              | Me              | Gi              | Ve              | Sa              | Do              | Lu              | Ma              | Me              | Gi              | Ve              | Sa              | Do              | Lu              | Ma              | Me              | Gi              | Ve              | Sa              | Do              |                 |

## Premi Nobel
- per la Pace: non è stato assegnato
- per la Letteratura: Heinrich Böll
- per la Medicina: Gerald M. Edelman, Rodney Robert Porter
- per la Fisica: John Bardeen, Leon N. Cooper, J. Robert Schrieffer
- per la Chimica: Christian B. Anfinsen, Stanford Moore, William H. Stein
- per l'Economia: Kenneth J. Arrow, John Hicks

## Arti

### Letteratura
Il seno di Philip Roth